# Nationaal Park Peak District

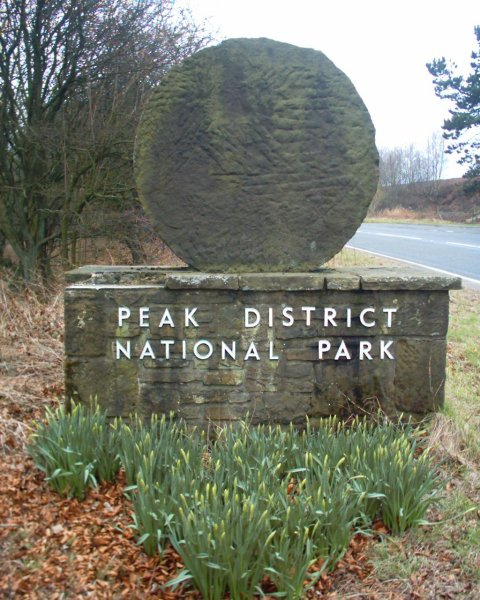
Peak District National Park, entree

Het Peak District National Park is een zeer heuvelrijk beschermd landschap aan de zuidzijde van het Penninisch Gebergte in het noorden van Engeland.
Het nationaal park ligt grotendeels in noordelijk Derbyshire en omvat ook delen van Cheshire, Greater Manchester, Staffordshire, West Yorkshire and South Yorkshire. In het gebied bevinden zich marktstadjes en dorpen als Glossop, Chapel-en-le-Frith, Buxton, Macclesfield, Matlock Bath, Castleton, Bakewell en Chesterfield. De dichtstbijzijnde grote steden buiten het gebied zijn Manchester, Stoke-on-Trent, Derby en Sheffield. 
Het landschap is ontstaan in de carboon-periode. Meestal wordt het onderverdeeld in het noordelijke Dark Peak, waar vooral veel heidegebieden zijn op leisteen en zandsteen, en het zuidelijke White Peak op kalksteen, waar talrijke grotten te vinden zijn (een belangrijk onderzoeksterrein voor speleologen) en waar de meeste mensen wonen. 

## Toerisme
Het Peak District werd begin jaren 50 van de 20e eeuw het eerste nationale park in het Verenigd Koninkrijk. Het is een bekend recreatiegebied en een plaats om bepaalde sporten uit te oefenen, zoals klimmen, watersport, wandelen, fietsen en paardrijden. 
Peak District is een populair klimgebied. De klimroutes op de rotsen in het gebied worden van oudsher beklommen als "trad"routes, waarbij mobiele tussenzekeringen zoals klemblokjes, nuts en friends gebruikt worden om de klimmers te beveiligen.

## Externe links

Locatie van Peak District National Park in Engeland